# Centenáriumi Turul-emlékmű

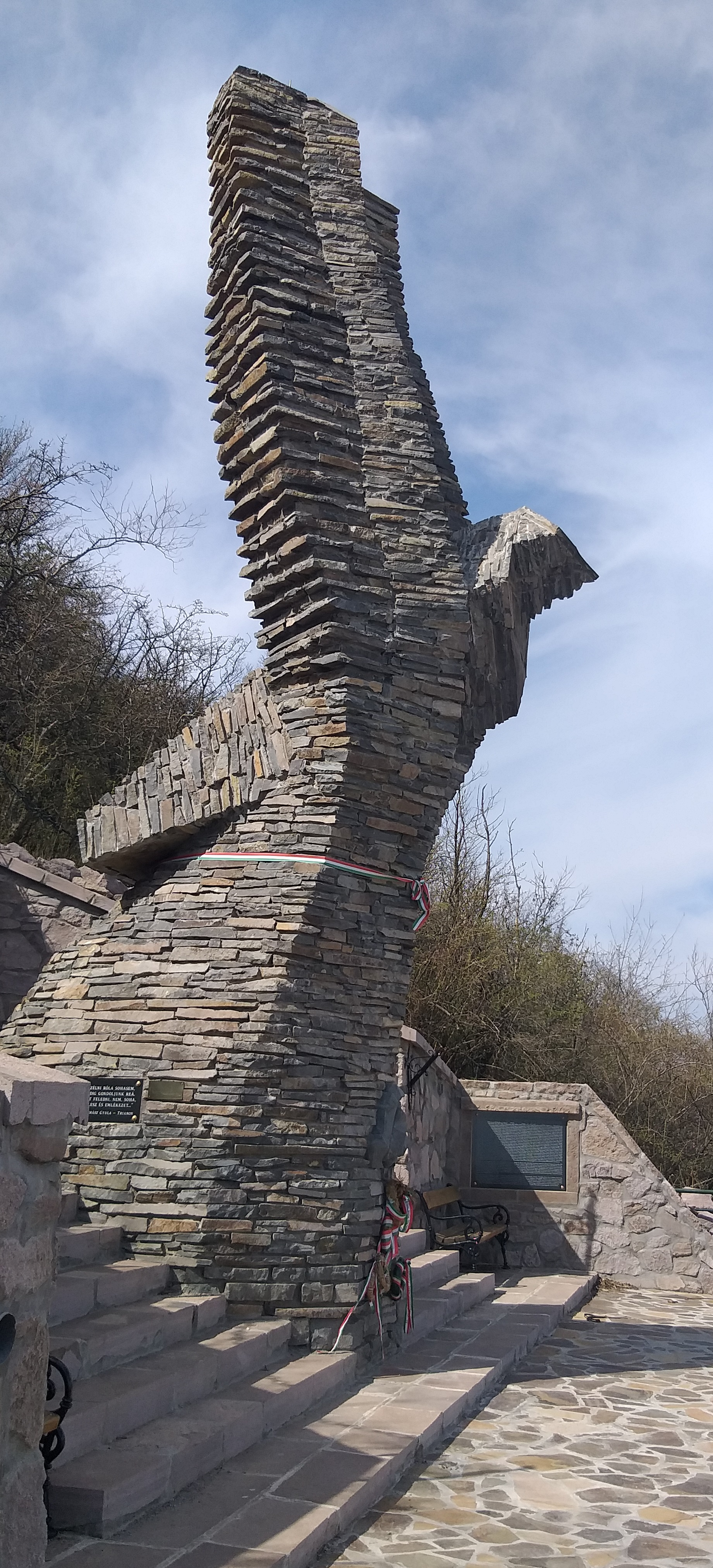
A Centenáriumi Turul-emlékmű oldalról

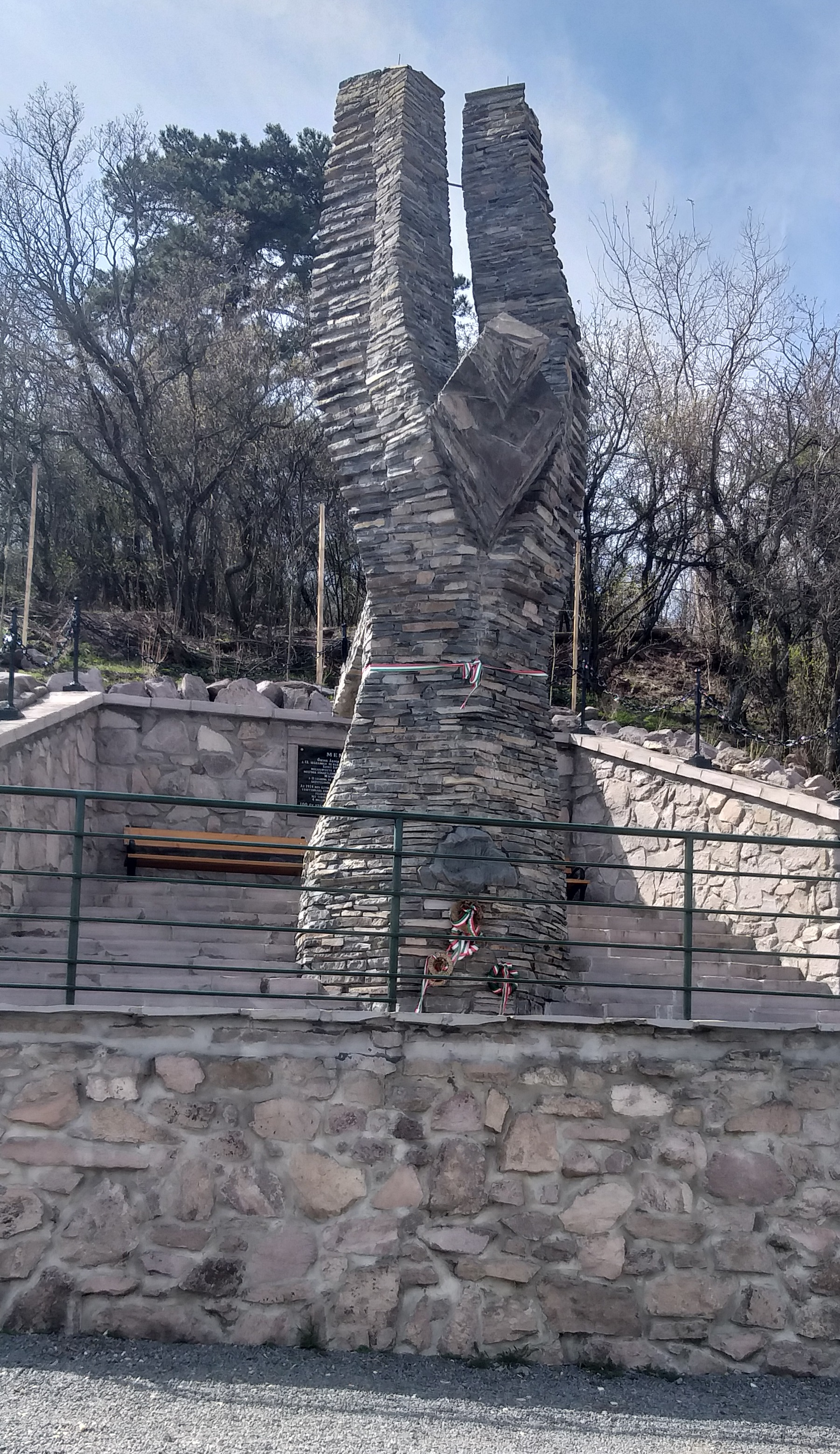
A Centenáriumi Turul-emlékmű szemből

A Centenáriumi Turul-emlékmű a Sátoraljaújhelyen, a Szár-hegyen található Magyar Kálvária emlékhelyen megvalósított, a magyarok mondabeli szent madarát, stilizált turulmadarat ábrázoló szobor/emlékmű. 

## Szervezés, kivitelezé s
Az emlékművet a Patrónus Alapítvány szervezésében, közadakozásból valósították meg 2020-ban, a Trianoni békeszerződés centenáriumára. 
Ünnepélyes felavatására a Nemzeti összetartozás éve alkalmából, a békediktátum 100. évfordulójára emlékező országos ünnepség keretében, Orbán Viktor miniszterelnök részvételével került sor 2020. június 6-án.

## Megvalósítás, szobrászművész
A szobor alkotója Matl Péter kárpátaljai szobrászművész, aki a Vereckei-hágón található "honfoglalási emlékmű" alkotója is. A centenáriumi Turul-emlékmű is hasonló stílusban, lapos terméskövekből került megkomponálásra, felépítésre, egy kilátóteraszon elhelyezve, keletre néző tájolással, ahonnan Sátoraljaújhelyre, Borsira, a Felvidékre, Kárpátalja felé tekinthetünk.

## Galéria

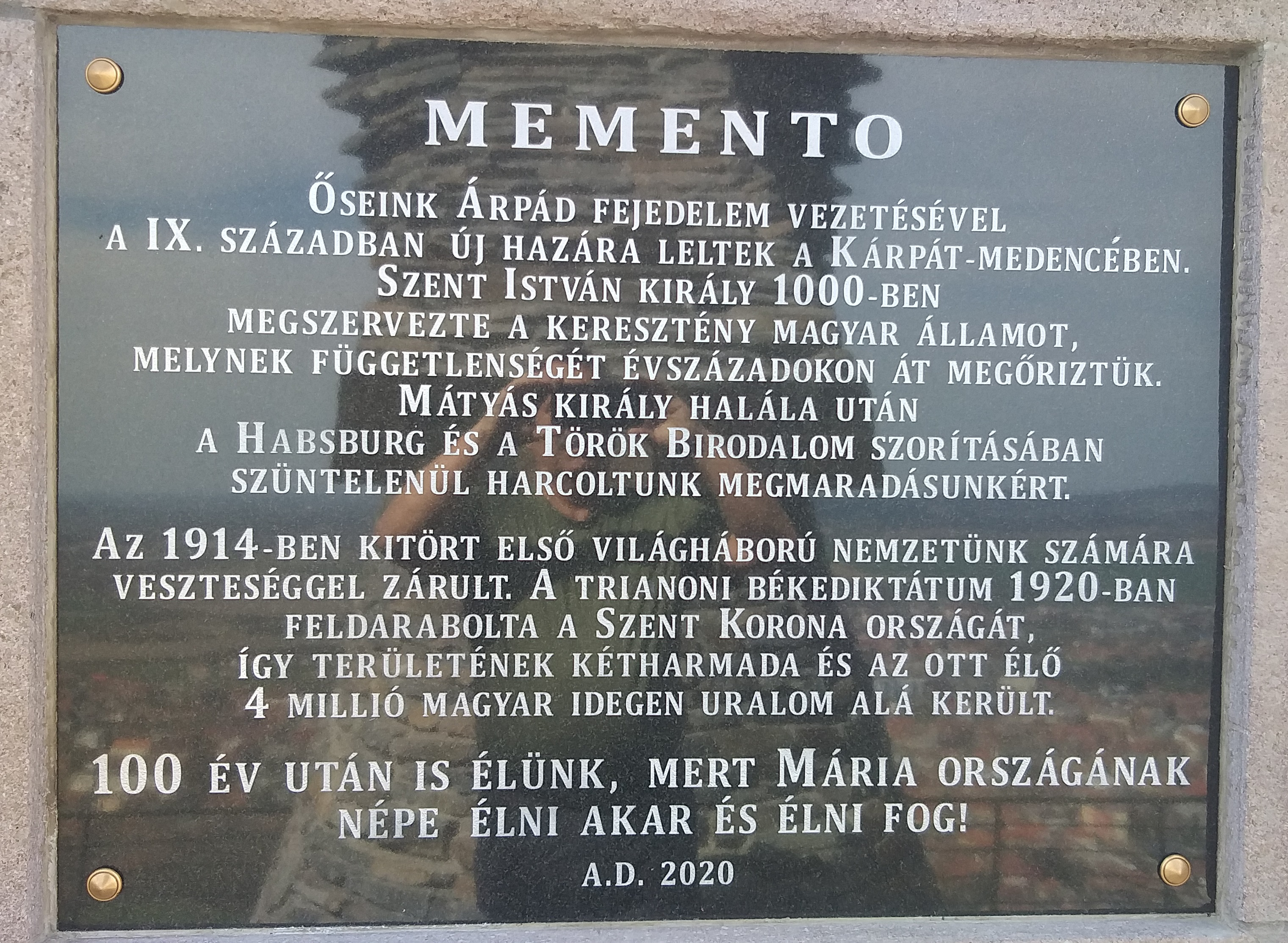
Felirat a talapzaton

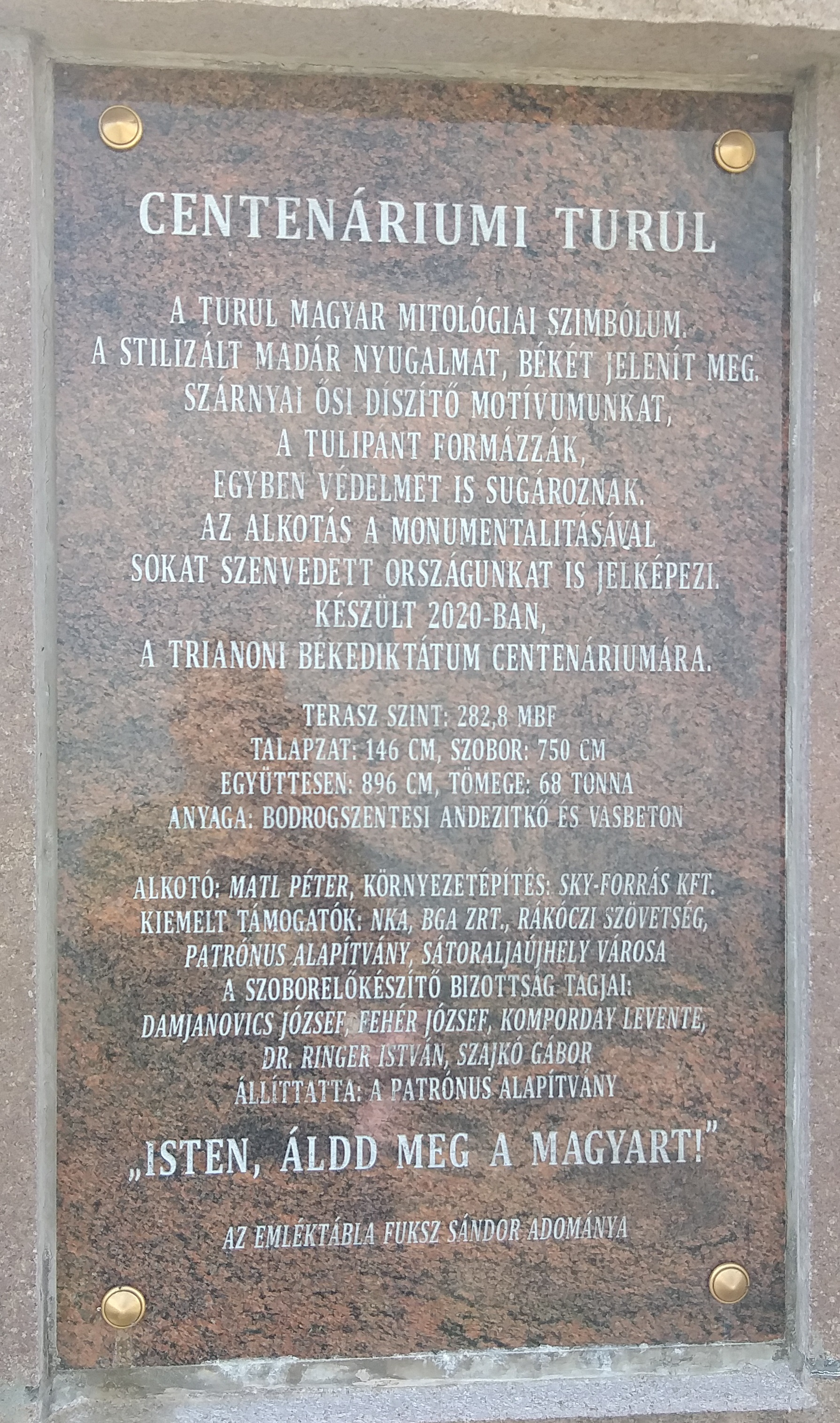
Emléktábla a talapzaton

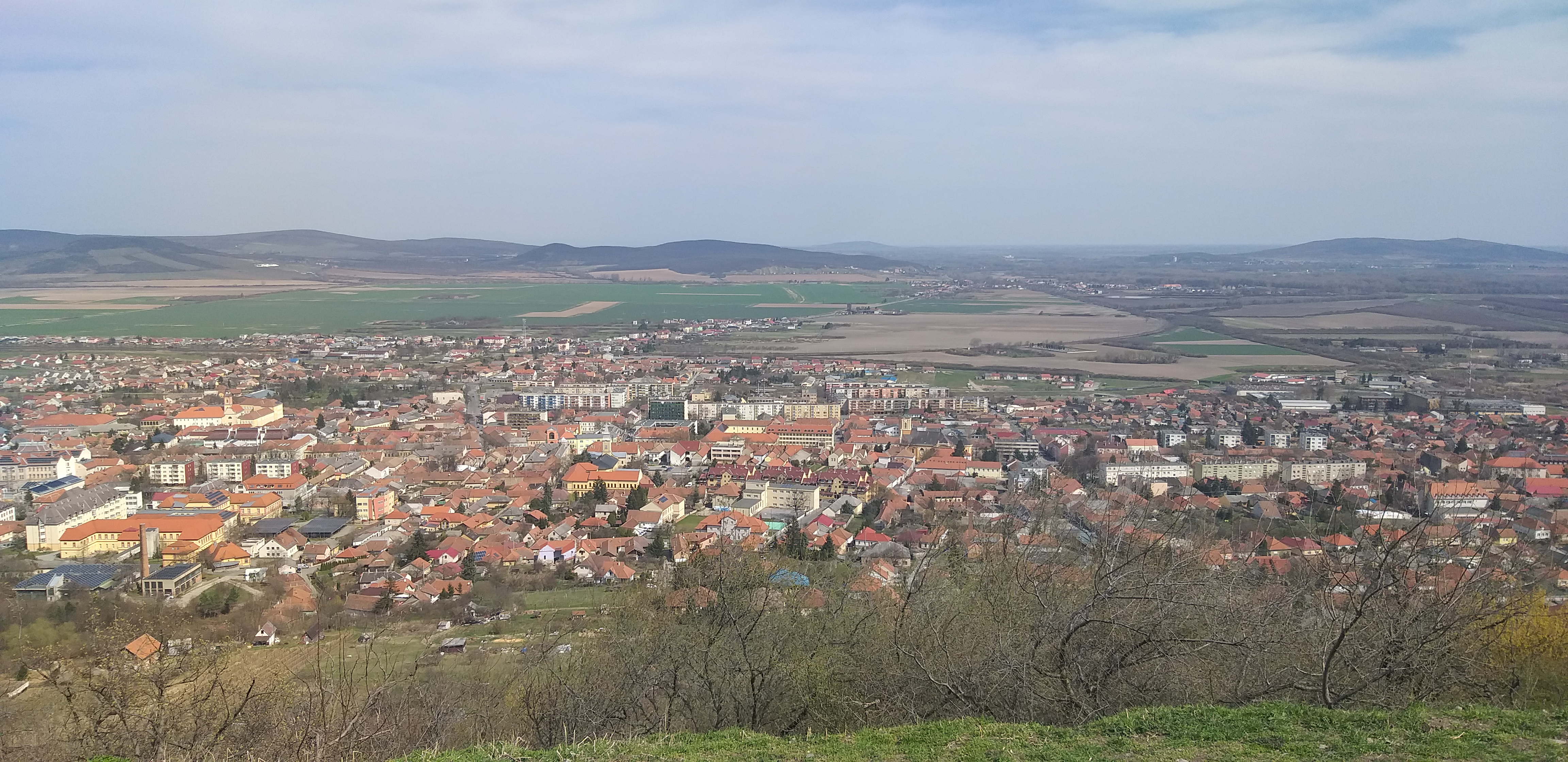
Sátoraljaújhely látképe a Centenáriumi Turul-emlékműtől